# Argyrolepidia stevensi
Argyrolepidia stevensi är en fjärilsart som beskrevs av Jordan 1938. Argyrolepidia stevensi ingår i släktet Argyrolepidia och familjen nattflyn. Inga underarter finns listade i Catalogue of Life.